# 穆尔河畔基希贝格
穆尔河畔基希贝格是德国巴登-符腾堡州的一个市镇。总面积13.22平方公里，总人口3670人，其中男性1847人，女性1823人（2011年12月31日），人口密度278人/平方公里。